# Chevrolet G/S
Chevrolet G/S – samochód dostawczo-osobowy typu pickup klasy wyższej produkowany pod amerykańską marką Chevrolet w latach 1937–1939. 

## Historia i opis modelu

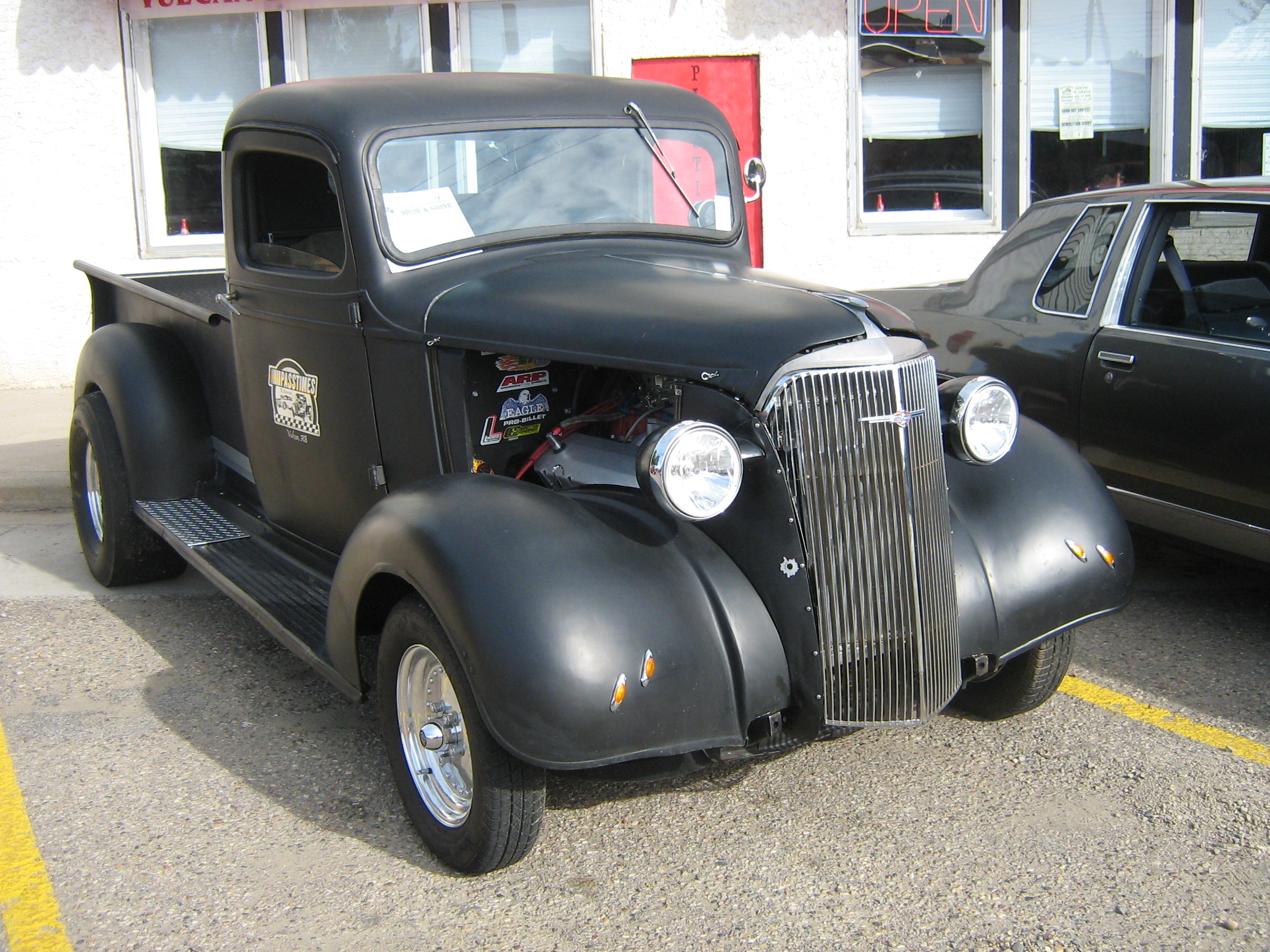
Chevrolet G/S

W drugiej połowie lat 30. XX wieku General Motors przedstawiło linię bliźniaczych półciężarówek, które uzupełniły ofertę marek Chevrolet oraz GMC, opierając się na bazie modelu Master. Samochód wyróżniał się zaokrąglonymi nadkolami i wąską, podłużną atrapą chłodnicy, a także okrągłymi reflektorami umieszczonymi na błotnikach. 

### Wersje
- T14B
- F14B

### Silnik
- L6 2.3l
- V8 3.5l